# Liste der Kulturdenkmale in Niederau

Wappen von Niederau

In der Liste der Kulturdenkmale in Niederau sind die Kulturdenkmale der sächsischen Gemeinde Niederau verzeichnet, die bis April 2021 vom Landesamt für Denkmalpflege Sachsen erfasst wurden (ohne archäologische Kulturdenkmale). Die Anmerkungen sind zu beachten.
Diese Aufzählung ist eine Teilmenge der Liste der Kulturdenkmale im Landkreis Meißen.

## Niederau
| Bild                                    | Bezeichnung | Lage                                | Datierung | Beschreibung | ID       |
| --------------------------------------- | --- | ----------------------------------- | --- | --- | -------- |
| Direkt Bild zu diesem Denkmal hochladen | Villa | Alte Dresdner Straße 2 (Karte)      | Ende 19. Jahrhundert                                                                                                | Gründerzeitgebäude, reich dekorierte Putzfassade, massive Veranda, baugeschichtlich von Bedeutung. Wappen mit sächsischem Rautenkranz, Wintergarten mit darüberliegendem Balkon. | 09267888 |
| Weitere Bilder                          | Bahnhof Niederau mit zwei Empfangsgebäuden, dem traufständigen früheren Restaurationsgebäude und dem giebelständigen einstigen „Personeneinstiegschuppen“                                                  | Bahnhofsplatz 1 (Karte)             | 1842 | Bahnhof im Schweizerstil, Bestandteil der ab 1831 erbauten Ferneisenbahnstrecke Leipzig–Dresden, ältestes erhaltenes Bahnhofsgebäude Sachsen und drittältestes Deutschlands, baugeschichtlich, eisenbahngeschichtlich und ortsgeschichtlich von großer Bedeutung. Quergestelltes Empfangsgebäude mit innenliegendem Bahnsteig und Restaurationsgebäude, mit Holzverkleidung. Bahnhofsgebäude 1842 an der Bahnstrecke Leipzig-Dresden errichtet, 1877 wurde die Gaststätte in den Betriebsteil verlegt und 1907 ein beide Gebäude verbindendes Stellwerk errichtet (Denkmale im Freistaat Sachsen, S. 87/88), Bahnhof Niederau (DNDR-06259 II). Siehe Otfried Wagenbreth und Eberhard Wächtler (Hrsg.), Technische Denkmale in der Deutschen Demokratischen Republik, Leipzig 1987, S. 169: „Das älteste erhaltene Bahnhofsgebäude Deutschlands ist der 1842 für die erste deutsche Fernbahn Leipzig-Dresden errichtete Bahnhof Niederau.“ | 09267889 |
| Direkt Bild zu diesem Denkmal hochladen | Mietshaus | Gartenstraße 8 (Karte)              | Ende 19. Jahrhundert                                                                                                | Gut gegliederte, gründerzeitliche Putzfassade, durch übergiebelten Mittelrisalit betont, baugeschichtlich von Bedeutung. Sandsteinornamentik, Mittelachse risalitartig hervorgehoben. | 09267913 |
| Weitere Bilder                          | Mietshaus | Hauptstraße 7 (Karte)               | Ende 19. Jahrhundert                                                                                                | Mit Laden, reich gegliederter gründerzeitlicher Putzbau, Eckbetonung durch Geschossaufstockung, baugeschichtlich und ortsentwicklungsgeschichtlich von Bedeutung | 09267915 |
| Weitere Bilder                          | Wohnstallhaus eines Bauernhofes | Hauptstraße 13 (Karte)              | Um 1800 | Obergeschoss Fachwerk mit Wilder-Mann-Figur, baugeschichtlich von Bedeutung, vergrößerte Fenster an der Giebelseite | 09267908 |
| Weitere Bilder                          | Wohnhaus mit anschließendem Stallgebäude, Scheune und Seitengebäude (Wohnstallhaus, mit Kumthalle) eines Dreiseithofes, sowie Torpfeiler der Hofeinfahrt, Einfriedung der Vorgärten und Handschwengelpumpe | Kirchstraße 21 (Karte)              | Bezeichnet mit 1850 (Seitengebäude); bezeichnet mit 1871, Bauernhaus (Wohnstallhaus); bezeichnet mit 1885 (Scheune) | Geschlossen erhaltene bäuerliche Hofanlage des 19. Jahrhunderts, Wohnhaus mit Zwillingsfenster im Giebel, von klassizistischer Wirkung, seltene dreibogige Kumthalle am Seitengebäude, baugeschichtlich und wirtschaftsgeschichtlich von Bedeutung. Wohnhaus mit Sandsteinornamentik, schmiedeeiserne Einfriedung. | 09267910 |
| Weitere Bilder                          | Jakobuskirche mit Ausstattung sowie Kirchhof mit Einfriedungsmauer, Kirchhofstor und einigen alten Grabmälern                                                                                              | Kirchstraße 27 (Karte)              | 1878 (Kirche); 19. Januar 1879 (Weihe); 1879 (Orgelprospekt); 1754 (Gemälde)                                        | Saalkirche mit eingestelltem Turm und Emporen im Innern, Kirchenbau mit spätklassizistischem Gepräge, baugeschichtlich, ortsgeschichtlich und ortsbildprägend von Bedeutung. Evangelische Pfarrkirche. 1878/79 von Friedrich Wilhelm Dürichen, Meißen, erbaut. Umgestaltung des Altarraums und Innenrestaurierung 1973. Südöstlich gerichteter Putzbau mit Korbbogenfenstern, je Achse zweireihig übereinander. Der Sakristeianbau an der Südostseite mit spätklassizistischer, der Ortsmitte zugewendeter Fassade. An der gegenüberliegenden Nordwestseite Eingangsfassade mit Dreieckgiebel und eingestelltem Turm mit Westportal und Spitzhelm. Schlichter Saal mit Putzdecke über Hohlkehle, hölzerne Emporeneinbauten an drei Seiten. An der Rückwand des Altarraumes monumentales Wandgemälde mit Darstellung der Sieben Werke der Barmherzigkeit und der Anbetung der Hl. Dreifaltigkeit in nachexpressionistischer Gestaltung von Werner Juza, 1973. Das Turmerdgeschoss als Vorhalle, mit seitlichen gewendelten Emporentreppen. Ausstattung: Orgelprospekt und Ölgemälde auf Leinwand mit „Darstellung der Kreuztragung Christi“ (1754 von Franz Erasmus Asam) auf der Nordempore (Dehio Sachsen I, 1996). | 09267905 |
| Weitere Bilder                          | Zufahrtsbrücke | Kirchstraße 27 (gegenüber) (Karte)  | 19. Jahrhundert | Einbogen-Bruchsteinbrücke, baugeschichtlich von Bedeutung | 09267909 |
| Weitere Bilder                          | Denkmal für die Gefallenen des Ersten Weltkrieges (zwischen Kirche und Pfarrhaus) und Sühnekreuz vor der Kirchhofsmauer                                                                                    | Kirchstraße 27 (neben) (Karte)      | Nach 1918 (Kriegerdenkmal); 14./15. Jahrhundert (Sühnekreuz)                                                        | Ortsgeschichtlich von Bedeutung, Steinkreuz anlässlich des Todes eines Menschen durch Totschlag oder Unfall errichtetes Erinnerungsmal, so genanntes Mord- und Sühnekreuz, ortsgeschichtlich bedeutsam, besonderer Wert auch wegen des hohen Alters | 09267906 |
| Weitere Bilder                          | Pfarrhaus mit Pfarrgarten, Toreinfahrt (mit drei bekrönten Pfeilern) sowie Einfriedungsmauer | Kirchstraße 29 (Karte)              | Um 1860 (Pfarrhaus); 18. Jahrhundert (Torpfeiler)                                                                   | Schlichter Putzbau von klassizistischer Wirkung, straßenbildprägende Torpfeiler mit Bekrönungen, baugeschichtlich und ortsgeschichtlich von Bedeutung. Ortsbildprägende Lage, neben dem Kirchhof massives Pfarrgebäude, Sandsteintreppe am Aufgang zum Haus. | 09267907 |
|                                         | Gasthaus „Deutsches Haus“ | Meißner Straße 45 (Karte)           | Ende 19. Jahrhundert                                                                                                | Repräsentatives Gründerzeitgebäude, reich gegliederte Putzfassade, Eckbetonung durch Geschossaufstockung und geschweifte Haube, baugeschichtlich und ortsgeschichtlich von Bedeutung | 09267916 |
| Weitere Bilder                          | Schulgebäude, mit vier Lindenreihen (Gartendenkmal) auf dem Schulhof | Meißner Straße 65 (Karte)           | Ende 19. Jahrhundert                                                                                                | Repräsentativer gründerzeitlicher und mittenbetonter Putzbau, Eingang gestalterisch hervorgehoben, aufwendig bepflanzter Schulvorplatz, baugeschichtlich und ortsgeschichtlich von Bedeutung. Mittelachse risalitartig hervorgehoben, Sandsteinornamentik und -portal mit Bienenkorb (Fleiß) und Beile mit Rad (Arbeit), Dacherker und zwei Dachhäuser. | 09267914 |
| Weitere Bilder                          | Zufahrtsbrücke auf ein Feldgrundstück | Oberauer Straße 41 (hinter) (Karte) | 19. Jahrhundert | Einbogenbrücke in Bruchsteinen, baugeschichtlich von Bedeutung | 09267912 |
| Weitere Bilder                          | Turmholländer-Windmühle Niederau | Rathenaustraße 14 (Karte)           | 2. Hälfte 19. Jahrhundert                                                                                           | Technikgeschichtlich von Bedeutung | 09267911 |
| Direkt Bild zu diesem Denkmal hochladen | Wohnstallhaus | Teichstraße 4 (Karte)               | 1. Hälfte 19. Jahrhundert                                                                                           | Obergeschoss Fachwerk zum Teil verkleidet, straßenbildprägendes typisches ländliches Wohngebäude, baugeschichtlich von Bedeutung | 09267904 |

## Gröbern
| Bild                                    | Bezeichnung                                                                                              | Lage                         | Datierung                                                                                         | Beschreibung | ID       |
| --------------------------------------- | --- | ---------------------------- | ------------------------------------------------------------------------------------------------- | --- | -------- |
| Weitere Bilder                          | Erinnerungssäule Oberau (Oberauer Tunneldenkmal)                                                         | (Flurstück 172/6) (Karte)    | Vom 1839 erbauten Tunnel, hier der östlichen Tunnelfassade; Umsetzung bezeichnet mit 1933–1934    | An dieser Stelle befand sich der erste Eisenbahntunnel Deutschlands (Oberauer Tunnel), 1839 fertig gestellt, das Denkmal ehemals Teil der Portalbekrönung des Tunneleingangs, 1933/34 unter Verwendung des Originalmaterials umgesetzt, erinnert daher auch an Abriss des Tunnels 1933–1934, bedeutendes Denkmal der Eisenbahngeschichte, von großer historischer Bedeutung. Siehe Manfred Hammer, Baudenkmale Kreis Meißen, Meißen 1990, S. 92: „Erinnerungssäule Oberau. Zu den großen Sonderbauten der epochalen Eisenbahnlinie von Leipzig nach Dresden gehörte der Oberauer Tunnel. Er war 513 m lang, 7,5 m breit und 6 m hoch und wurde für einen zweigleisigen Verkehr zwischen 1837 und 1839 von 250 bis zeitweilig 700 Bergleuten und Arbeitern erbaut. Durch die zunehmende Streckenbelastung und durch Nässeerscheinungen brach man die Durchfahrt 1933/34 ab und ersetzte sie durch einen 23 m tiefen Graben. Zum Andenken an den ersten deutschen Eisenbahntunnel entstand am Streckenkilometer 92,3 ein etwa 9 m hohes und aus Sandsteinquadern der östlichen Tunnelfassade bestehendes Monument. An der Grabenseite des Sockels befindet sich ein 1934 geschaffenes sächsisches Wappen“. | 09267930 |
| Direkt Bild zu diesem Denkmal hochladen | Bergkeller, Scheune und Einfriedungsmauer mit Torpfeilern eines ehemaligen Weingutes                     | Am Roitzschberg 2, 4 (Karte) | Bezeichnet mit 1737, später überformt                                                             | Im 17. Jahrhundert befanden sich am Roitzschberg vier Winzereien, ortsgeschichtlich und ortsbildprägend von Bedeutung | 09267932 |
| Direkt Bild zu diesem Denkmal hochladen | Wohnstallhaus eines Zweiseithofes                                                                        | Am Roitzschberg 3 (Karte)    | 1. Hälfte 19. Jahrhundert                                                                         | Obergeschoss Fachwerk, charakteristischer ländlicher Bau, baugeschichtlich von Bedeutung | 09267928 |
| Direkt Bild zu diesem Denkmal hochladen | Pfarrhof mit Pfarrhaus, Seitengebäude (Wohnstallhaus mit Stall-Anbau) und Stallgebäude sowie Toreinfahrt | Im Winkel 2, 4 (Karte)       | Um 1800 (Seitengebäude); 1831–1834 (Pfarrhaus)                                                    | Weitgehend geschlossen erhaltener Pfarrhof, Pfarrhaus ein Massivbau mit Krüppelwalmdach und klassizistischem Türportal, Wohnstallhaus (Seitengebäude) mit Fachwerk-Obergeschoss und Segmentbogenportalen, baugeschichtlich und ortsgeschichtlich von Bedeutung, barockes Treppenhaus | 09267921 |
| Direkt Bild zu diesem Denkmal hochladen | Wohnstallhaus eines Bauernhofes, mit Steintrögen am Haus                                                 | Im Winkel 14 (Karte)         | Bezeichnet mit 1831                                                                               | Obergeschoss Fachwerk, Segmentbogenportal, charakteristisches ländliches Gebäude in gutem Originalzustand, baugeschichtlich von Bedeutung. Krüppelwalmdach | 09267920 |
|                                         | Sühnekreuz vor der Kirchhofsmauer                                                                        | Radeburger Straße (Karte)    | 14./15. Jahrhundert                                                                               | Anlässlich des Todes eines Menschen durch Totschlag oder Unfall errichtetes kreuzförmiges Erinnerungsmal, so genanntes Mord- und Sühnekreuz, ortsgeschichtlich bedeutsam, besonderer Wert auch wegen des hohen Alters | 09267923 |
| Weitere Bilder                          | Kirche mit Ausstattung, Kirchhof mit Einfriedungsmauer, Torpfeilern und einigen Grabmälern               | Radeburger Straße (Karte)    | Bezeichnet mit 1687 (Kirche); 17. Jahrhundert (Altar); Ende 17. Jahrhundert (Taufe); 1874 (Orgel) | Barocke Saalkirche mit Westturm, im Innern Emporen an den Längswänden (ursprünglich Doppelemporen), Kanzelaltar und im Altarraum eingelassene Grabplatten des 17./18. Jahrhunderts, Kirchhof mit Grabmälern des 19. Jahrhunderts, Kirchhofstor mit schmiedeeisernem Flügeltor, baugeschichtlich, ortsgeschichtlich und ortsbildprägend von Bedeutung | 09267922 |
| Weitere Bilder                          | Denkmal für die Gefallenen des Ersten Weltkrieges                                                        | Radeburger Straße (Karte)    | Nach 1918                                                                                         | Ortsgeschichtlich von Bedeutung, mit Heckeneinfriedung | 09267924 |
| Weitere Bilder                          | Gedenkstein (Wappenstein)                                                                                | Radeburger Straße (Karte)    | 1934                                                                                              | Denkmal der Eisenbahngeschichte nahe dem Oberauer Tunneldenkmal, erinnert an die erste Ferneisenbahnstrecke Deutschlands von Leipzig nach Dresden und den Tunnelbau, eisenbahngeschichtlich von Bedeutung | 09267931 |
| Direkt Bild zu diesem Denkmal hochladen | Seitengebäude und Toreinfahrt eines Vierseithofes                                                        | Radeburger Straße 24 (Karte) | Um 1800                                                                                           | Obergeschoss Fachwerk, Satteldach mit Fledermausgaupen, ortsbildprägende Lage, Hofzufahrt mit Torpfeilern und schmiedeeisernem Flügeltor, baugeschichtlich von Bedeutung | 09267927 |
| Direkt Bild zu diesem Denkmal hochladen | Wohnstallhaus und Torpfeiler eines ehemaligen Dreiseithofes                                              | Radeburger Straße 25 (Karte) | 18. Jahrhundert                                                                                   | Obergeschoss Fachwerk, typisches bäuerliches Wohngebäude, baugeschichtlich und ortsbildprägend von Bedeutung | 09267925 |

## Großdobritz
| Bild                                    | Bezeichnung | Lage                       | Datierung                                                                                         | Beschreibung | ID       |
| --------------------------------------- | --- | -------------------------- | ------------------------------------------------------------------------------------------------- | --- | -------- |
|                                         | Wohnhaus (über winkelförmigem Grundriss) eines Vierseithofes                                                                  | Dresdner Straße 1 (Karte)  | Ende 19. Jahrhundert                                                                              | Aufwendig gestalteter ländlicher Putzbau des ausgehenden 19. Jahrhunderts, baugeschichtlich und wirtschaftsgeschichtlich von Bedeutung. Bauernhaus aus Bruchstein, Sandstein- und Putzornamentik, Mezzaningeschoss. Seitengebäude, Stallgebäude und Scheune des Vierseithofes wurden um 2015 aus der Kulturdenkmalliste gestrichen. | 09267939 |
| Direkt Bild zu diesem Denkmal hochladen | Wohnhaus und Stallgebäude eines Bauernhofes, mit Einfriedung                                                                  | Dresdner Straße 5 (Karte)  | Um 1800 und jünger (Seitengebäude); um 1875 (Bauernhaus)                                          | Wohnhaus repräsentative gründerzeitliche Putzfassade mit Drillingsfenster im Giebel, baugeschichtlich und wirtschaftsgeschichtlich von Bedeutung. - Wohnhaus: sekundär eingelassener Stein bezeichnet mit 1764, Drillingsfenster - Stallgebäude: Kreuzgratgewölbe mit Pfeilerstellungen | 09304119 |
| Direkt Bild zu diesem Denkmal hochladen | Seitengebäude (Auszugshaus) und Scheune eines Dreiseithofes                                                                   | Dresdner Straße 16 (Karte) | 1. Hälfte 19. Jahrhundert (Seitengebäude); Ende 19. Jahrhundert (Scheune)                         | Mit dem an Stelle des alten Wohnstallhauses als moderne Fachwerkadaption neu errichteten Hauptgebäude geschlossenes Ensemble von besonderer Wirkung innerhalb des Dorfkerns von Großdobritz, die zum überwiegenden Teil original erhaltenen Bauten Seitengebäude (mit Fachwerk-Obergeschoss) und Scheune von exemplarischer Bedeutung für die ländliche Architektur und Volksbauweise des 19. Jahrhunderts, baugeschichtlich und wirtschaftsgeschichtlich von Bedeutung. - Wohnstallhaus und Seitengebäude: Fachwerk, massiv untersetzt, 1725 (nach Aussage des Eigentümers) - Scheune: massiv Wohnstallhaus mittlerweile abgebrochen und durch Neubau ersetzt, Seitengebäude bzw. Auszugshaus saniert. | 09267940 |
| Direkt Bild zu diesem Denkmal hochladen | Seitengebäude eines Bauernhofes                                                                                               | Dresdner Straße 19 (Karte) | 1. Hälfte 19. Jahrhundert                                                                         | Obergeschoss Fachwerk, landschaftstypischer dörflicher Bau des 19. Jahrhunderts, baugeschichtlich von Bedeutung. Fachwerk, massiv untersetzt, im Erdgeschoss ausgebaut (schon im 19. Jahrhundert). | 09267941 |
| Direkt Bild zu diesem Denkmal hochladen | Einfriedungsmauer, Toreinfahrt und Pforte eines Dreiseithofes                                                                 | Dresdner Straße 37 (Karte) | Ende 18. Jahrhundert                                                                              | Charakteristische ländliche Baulichkeiten, trotz Teilabbrüchen des Anwesens immer noch ortsbildprägend, baugeschichtlich von Bedeutung. Ehemals denkmalgeschütztes charakteristisches Seitengebäude zwischen 2016 und 2017 abgerissen. Fachwerk-Obergeschoss, massiv untersetzt, Fledermausgauben, historische Fenster. | 09267942 |
| Direkt Bild zu diesem Denkmal hochladen | Wohnstallhaus eines ehemaligen Dreiseithofes                                                                                  | Friedensstraße 5 (Karte)   | Mitte 19. Jahrhundert                                                                             | Obergeschoss Fachwerk, im Giebel zwei Rundbogenfenster, baugeschichtlich von Bedeutung | 09267938 |
| Direkt Bild zu diesem Denkmal hochladen | Schulgebäude | Friedensstraße 12 (Karte)  | Bezeichnet mit 1876                                                                               | Historisierender Putzbau (von der Kirche erbaut) in Ortsmitte nahe der Kirche, Eingang durch Mittelrisalit betont, baugeschichtlich und ortsgeschichtlich von Bedeutung | 09267935 |
| Weitere Bilder                          | Kirche mit Ausstattung und Kirchhof mit einigen alten Grabmalen, Leichenhalle, Einfriedung und Kirchhofstor                   | Friedensstraße 14 (Karte)  | 1882 (Kirche); um 1882 (Altar und Kirchenfenster); 1884 (Wandgemälde); 1980 (Chorscheitelfenster) | Stattlicher Sandsteinbau mit Westturm, im Stil der Neogotik, Architekt: Gotthilf Ludwig Möckel, Dresden, bemerkenswerter Sakralbau des Historismus, baugeschichtlich, ortsgeschichtlich, künstlerisch und ortsbildprägend von Bedeutung | 09267933 |
| Direkt Bild zu diesem Denkmal hochladen | Scheune eines Bauernhofes, dazu Hofpflasterung und Torpfeiler der Hofzufahrt                                                  | Friedensstraße 21 (Karte)  | Ende 19. Jahrhundert                                                                              | Massives Scheunengebäude des 19. Jahrhunderts, wirtschaftsgeschichtlich von Bedeutung. Wohnstallhaus mit verbrettertem Giebel vor 2011 abgebrochen. | 09267936 |
| Weitere Bilder                          | Sachgesamtheit Königlich-Sächsische Triangulierung („Europäische Gradmessung im Königreich Sachsen“); Station 30, Großdobritz | Hohlweg (Karte)            | Bezeichnet mit 1866                                                                               | Station 1. Ordnung, vermessungsgeschichtlich und technikgeschichtlich von Bedeutung. Vermessungssäule mit quadratischem Grundriss, hoher abgesetzter Sockel im unteren Teil unbearbeitet. Die Säule steht auf der Höhe südwestlich des Dorfes, inmitten von Ackergrundstücken am südlichen Ortsausgang. Die Station war Messpunkt für das Basisvergrößerungsnetz, mit dem die erste Dreiecksseite im Gradmessungsnetz berechnet wurde. Der Festpunkt selbst ist in das Netz 2. Classe integriert. Die Nagelsche Säule wurde am ursprünglichen Aufstellort aufgefunden. Die 1,21 m hohe Säule aus Laußnitzer Granit steht auf einer leichten Anhöhe, ist stark geschwärzt, aber kaum verwittert. Die Inschrift „Station/GROSS-/DOBRITZ/der/Kön:Sächs:/Triangulirung/1866“ ist noch sehr gut zu sehen und ist auf der östlichen Seite der Säule angebracht. Die leichte Anhöhe ist wohl eine Aufschüttung vom Bau der Station. Die Deckplatte fehlt, die Zentrums- und Exzentrumsmarkierungen sind beschädigt. Der vorhandene Höhenbolzen wurde abgebrochen. Die Sicht ist durch einen in etwa 80 m Entfernung errichteten Hochbehälter der Wasserwirtschaft eingeschränkt. Das aktuelle Zentrum befindet sich ca. 30 m südöstlich der Säule. Um das Zentrum ist Wiesenfläche, daher leicht zugänglich. | 09304513 |
| Weitere Bilder                          | Turmholländer-Windmühle Großdobritz                                                                                           | Mühlweg 5 (Karte)          | 1899                                                                                              | Windmühle mit erhaltenem Flügelkreuz, technikgeschichtlich von Bedeutung, heute als Wohnraum genutzt | 09267943 |

## Oberau
| Bild                                    | Bezeichnung | Lage                                                                                | Datierung | Beschreibung | ID       |
| --------------------------------------- | --- | ----------------------------------------------------------------------------------- | --- | --- | -------- |
| Direkt Bild zu diesem Denkmal hochladen | Zufahrtsbrücke | Am Dorfbach 14 (bei) (Karte)                                                        | 2. Hälfte 19. Jahrhundert | Bruchstein-Einbogenbrücke, baugeschichtlich bedeutend (vor Nummer 14/14a) | 09303849 |
| Direkt Bild zu diesem Denkmal hochladen | Brauereikomplex mit Wohnhaus (Nr. 1c), Brauerei (Nr. 1) und Esse (Einzeldenkmale zu Sachgesamtheit 09303725) | Am Mühlhübel 1, 1c (Karte)                                                          | 2. Hälfte 19. Jahrhundert | Einzeldenkmale der Sachgesamtheit Schloss und Rittergut Oberau; Gutsbrauerei, Gründerzeitgebäude im Schweizerstil, baugeschichtlich und ortsgeschichtlich von Bedeutung, auch technikgeschichtlich interessant | 09303732 |
|                                         | Holzhaus, ehemaliges Jagdhaus, und Turmruine | Forststraße 8 (hinter) (Karte)                                                      | 2. Hälfte 18. Jahrhundert (Jagdhaus); 1824 (Ruine)                                                                                            | Ortsgeschichtlich und personengeschichtlich bedeutend. Auf dem Gellertberg steht neben der Freilichtbühne ein kleines ehemaliges Jagdhaus, das heutige Gellerthäuschen. Der Name soll an den Aufenthalt des bekannten Dichters Christian Fürchtegott Gellert in Oberau (1769) erinnern. Daneben steht eine 1824 erbaute künstliche Ruine eines Turmes, sie wurde für Rittergutsfeste genutzt. | 09267891 |
| Weitere Bilder                          | St. Katharinenkirche mit Ausstattung mit Kirchhof, Einfriedungsmauer, Denkmal für die Gefallenen des Ersten Weltkrieges und einem denkmalwerten Grabmal | Großdobritzer Straße (Karte)                                                        | 1681 (Kirche und Chorgestühl); 2. Hälfte 18. Jahrhundert (Kanzel); 18. Jahrhundert (Grabtafel wohl Turmerdgeschosshalle); um 1841 (Altarbild) | Saalkirche mit Ostturm, weithin sichtbare Landmarke, Zeugnis der Kirchenbaukunst vor allem aus dem 17. Jahrhundert, Grabmal wohl aus der ersten Hälfte des 19. Jahrhunderts. Kriegerdenkmal schlichte Stele in kleinem Rondell mit Sitzbänken, Kirche baugeschichtlich und künstlerisch bedeutend, gesamte Anlage zudem von Belang für die Ortsgeschichte. | 09267892 |
|                                         | Sühnekreuz (Krautstein) | Großdobritzer Straße (Karte)                                                        | 14./15. Jahrhundert | Anlässlich des Todes eines Menschen durch Totschlag oder Unfall errichtetes kreuzförmiges Erinnerungsmal, so genanntes Mord- und Sühnekreuz, ortsgeschichtlich bedeutsam, besonderer Wert auch wegen des hohen Alters | 09267898 |
| Direkt Bild zu diesem Denkmal hochladen | Zufahrtsbrücke | Großdobritzer Straße 25 (bei) (Karte)                                               | 2. Hälfte 19. Jahrhundert | Bruchstein-Einbogenbrück, original erhalten, baugeschichtlich bedeutend (nordöstlich Nummer 25) | 09267897 |
| Direkt Bild zu diesem Denkmal hochladen | Seitengebäude und Scheune eines Dreiseithofes | Großdobritzer Straße 31 (Karte)                                                     | Um 1800 | Kleines markantes Fachwerkensemble, wohl am ursprünglichsten erhaltene Hofanlage des Ortes, Zeugnis der Volksbauweise und ländlichen Architektur seiner Zeit, baugeschichtlich und wirtschaftsgeschichtlich bedeutend. Wohnstallhaus mit Fachwerk im Obergeschoss, Scheune ebenfalls mit Fachwerk. | 09267900 |
| Direkt Bild zu diesem Denkmal hochladen | Wohnstallhaus eines Bauernhofes | Schulweg 3 (Karte)                                                                  | Um 1800 | Obergeschoss Fachwerk, zeit- und landschaftstypisches Bauernhaus, baugeschichtlich von Bedeutung (bildet Bauernhof mit Nummer 3a) | 09267894 |
| Direkt Bild zu diesem Denkmal hochladen | Wohnstallhaus und Scheune eines Zweiseithofes, mit Einfriedungsmauer und Torpfeilern | Schulweg 7 (Karte)                                                                  | 2. Hälfte 19. Jahrhundert | Geschlossen erhaltener Bauernhof, Wohnstallhaus Obergeschoss Fachwerk, baugeschichtlich und wirtschaftsgeschichtlich von Bedeutung | 09267895 |
| Direkt Bild zu diesem Denkmal hochladen | Zufahrtsbrücke auf ein Feldgrundstück | Schulweg 22 (gegenüber) (Karte)                                                     | Ende 19. Jahrhundert | Einbogenbrücke in Ziegelsteinen, baugeschichtlich bedeutend, zudem von Belang für das Ortsbild | 09267896 |
| Weitere Bilder                          | Schloss und Rittergut Oberau (Sachgesamtheit) | Thomas-Müntzer-Ring 1, 1a, 2, 3, 4, 5, 5a, 6, 7, 7a, 8 (Am Mühlhübel 1, 1c) (Karte) | 16. Jahrhundert | Sachgesamtheit Schloss und Rittergut Oberau, mit den Einzeldenkmalen: Wasserschloss mit Bogenbrücke (ID-Nr. 09267903, Thomas-Müntzer-Ring 3), Herren- oder Pächterhaus, mit Anbau (Thomas-Müntzer-Ring 6, 8), zwei Wirtschaftstrakte über L-förmigem Grundriss (zum Teil ruinös, Thomas-Müntzer-Ring 1, 4), ehemalige Molkerei (Thomas-Müntzer-Ring 7), Stall- und Remisengebäude (Thomas-Müntzer-Ring 7a), Scheune (Thomas-Müntzer-Ring 2), Gartenhaus sowie Einfriedung des gesamten Geländes (09267902, Thomas-Müntzer-Ring 1-7a), Wohnhaus (möglicherweise Gutsarbeiterhaus, 09303731, Thomas-Müntzer-Ring 1a), Brauereikomplex mit Esse (09303732, Am Mühlhübel 1, 1c) (alles Einzeldenkmale), weiterhin Schlosspark mit Bepflanzung, befestigtem Teich und Wegeführung (Gartendenkmal) sowie Gärtnerei (Thomas-Müntzer-Ring 5a) und weiterem Wirtschaftsgebäude neben dem Schloss (Thomas-Müntzer-Ring 5) als Sachgesamtheitsteilen; eines der bedeutsamsten Rittergüter des Kreises, das Renaissanceschloss architektonisch und künstlerisch herausragend, baugeschichtlich und ortsgeschichtlich, künstlerisch sowie landschaftsgestaltend von Bedeutung | 09303725 |
| Weitere Bilder                          | Herren- oder Pächterhaus, mit Anbau (Nr. 6, 8), zwei Wirtschaftstrakte über L-förmigem Grundriss (zum Teil ruinös, Nr. 1, 4), ehemalige Molkerei (Nr. 7), Stall- und Remisengebäude (zum Wohnhaus umgebaut, Nr. 7a), Scheune (Nr. 2), „Kellerey“ (Gartenhaus), dazu die das gesamte Gelände umgebende Einfriedungsmauer (Einzeldenkmale zu Sachgesamtheit 09303725) | Thomas-Müntzer-Ring 1, 2, 4, 6, 7, 7a, 8 (Karte)                                    | Um 1800 (Wirtschaftsgebäude); 2. Hälfte 19. Jahrhundert (Gutsverwalterhaus und Gutsscheune); Ende 19. Jahrhundert (Remisengebäude)            | Einzeldenkmale der Sachgesamtheit Schloss und Rittergut Oberau; trotz ihres zum Teil bedenklichen Erhaltungszustandes als bemerkenswerte ländliche Bauten vor allem des ausgehenden 19. Jahrhunderts baugeschichtlich interessant, im Zusammenhang mit dem Rittergut auch ortsgeschichtlich und personengeschichtlich bedeutend | 09267902 |
| Direkt Bild zu diesem Denkmal hochladen | Wohnhaus, möglicherweise Gutsarbeiterhaus, sogenanntes Drescherhaus (Einzeldenkmal zu Sachgesamtheit 09303725) | Thomas-Müntzer-Ring 1a (Karte)                                                      | Um 1800 | Einzeldenkmal der Sachgesamtheit Schloss und Rittergut Oberau; Massivbau mit ungewöhnlich hohem Krüppelwalmdach, baugeschichtlich und ortsgeschichtlich von Bedeutung | 09303731 |
| Weitere Bilder                          | Wasserschloss mit Bogenbrücke (Einzeldenkmal zu Sachgesamtheit 09303725) | Thomas-Müntzer-Ring 3 (Karte)                                                       | 16. Jahrhundert | Einzeldenkmal der Sachgesamtheit Schloss und Rittergut Oberau; gestalterisch bemerkenswerter Renaissancebau, im Kern 16. Jahrhundert, später erweitert, eine der wenigen noch als Wasserschloss erlebbaren Anlagen in Sachsen, lange Zeit im Besitz der bedeutenden Adelsfamilie von Miltitz, baugeschichtlich, ortsgeschichtlich und personengeschichtlich sowie künstlerisch bedeutend | 09267903 |
| Direkt Bild zu diesem Denkmal hochladen | Wohnstallhaus eines Dreiseithofes | Thomas-Müntzer-Ring 10 (Karte)                                                      | 1. Hälfte 19. Jahrhundert | Obergeschoss Fachwerk, charakteristisches ländliches Bauwerk, baugeschichtlich von Bedeutung | 09267901 |

## Ockrilla
| Bild                                    | Bezeichnung                                                                | Lage                                  | Datierung                                                                   | Beschreibung | ID       |
| --------------------------------------- | -------------------------------------------------------------------------- | ------------------------------------- | --------------------------------------------------------------------------- | --- | -------- |
| Direkt Bild zu diesem Denkmal hochladen | Wohnstallhaus eines ehemaligen Dreiseithofes, mit Torpfeilern und Hofmauer | Dorfstraße 5 (Karte)                  | 1. Hälfte 19. Jahrhundert (Wohnstallhaus); bezeichnet mit 1851 (Torpfeiler) | Obergeschoss Fachwerk, mit Segmentbogenportal, charakteristisches ländliches Gebäude, baugeschichtlich von Bedeutung (bildet Dreiseithof mit Nummer 5a) | 09268077 |
| Direkt Bild zu diesem Denkmal hochladen | Seitengebäude eines Dreiseithofes, mit Torpfeilern der Hofzufahrt          | Dorfstraße 22 (Karte)                 | 2. Hälfte 19. Jahrhundert (Seitengebäude); bezeichnet mit 1845 (Torpfeiler) | Markantes Stallgebäude, Obergeschoss Fachwerk, baugeschichtlich von Bedeutung                                                                           | 09268078 |
|                                         | Denkmal für die Gefallenen des Ersten Weltkrieges                          | Neue Gröberner Straße 4 (vor) (Karte) | Nach 1918                                                                   | Ortsgeschichtlich von Bedeutung | 09268080 |

## Tabellenlegende
- Bild: Bild des Kulturdenkmals, ggf. zusätzlich mit einem Link zu weiteren Fotos des Kulturdenkmals im Medienarchiv Wikimedia Commons. Wenn man auf das Kamerasymbol klickt, können Fotos zu Kulturdenkmalen aus dieser Liste hochgeladen werden:
- Bezeichnung: Denkmalgeschützte Objekte und ggf. Bauwerksname des Kulturdenkmals
- Lage: Straßenname und Hausnummer oder Flurstücknummer des Kulturdenkmals. Die Grundsortierung der Liste erfolgt nach dieser Adresse. Der Link (Karte) führt zu verschiedenen Kartendiensten mit der Position des Kulturdenkmals. Fehlt dieser Link, wurden die Koordinaten noch nicht eingetragen. Sind diese bekannt, können sie über ein Tool mit einer Kartenansicht einfach nachgetragen werden. In dieser Kartenansicht sind Kulturdenkmale ohne Koordinaten mit einem roten bzw. orangen Marker dargestellt und können durch Verschieben auf die richtige Position in der Karte mit Koordinaten versehen werden. Kulturdenkmale ohne Bild sind an einem blauen bzw. roten Marker erkennbar.
- Datierung: Baubeginn, Fertigstellung, Datum der Erstnennung oder grobe zeitliche Einordnung entsprechend des Eintrags in der sächsischen Denkmaldatenbank
- Beschreibung: Kurzcharakteristik des Kulturdenkmals entsprechend des Eintrags in der sächsischen Denkmaldatenbank, ggf. ergänzt durch die dort nur selten veröffentlichten Erfassungstexte oder zusätzliche Informationen
- ID: Vom Landesamt für Denkmalpflege Sachsen vergebene, das Kulturdenkmal eindeutig identifizierende Objekt-Nummer. Der Link führt zum PDF-Denkmaldokument des Landesamtes für Denkmalpflege Sachsen. Bei ehemaligen Kulturdenkmalen können die Objektnummern unbekannt sein und deshalb fehlen bzw. die Links von aus der Datenbank entfernten Objektnummern ins Leere führen. Ein ggf. vorhandenes Icon  führt zu den Angaben des Kulturdenkmals bei Wikidata.

## Ausführliche Denkmaltexte
1. ↑  Dreiseithof Kirchstraße 21 in Niederau:

Die in ihrer heutigen Form in der zweiten Hälfte des 19. Jahrhunderts entstandene Anlage ist der markanteste Hof im Dorfkern. Sie steht für die Entwicklung seit 1850, als auch auf dem Lande zunehmend städtisch anmutende Bauten mit massiven Wänden und historisierenden Fassaden entstanden. Sie waren gekennzeichnet durch dekorative Fenstergruppen, wie die Zwillingsfenster an der straßenseitigen Giebelwand des Wohnhauses, Stürze über den Fenstern und dergleichen. Daraus ergibt sich die ortsgeschichtliche und baugeschichtliche Bedeutung. Dabei handelt es sich bei dem hier zu beurteilenden Objekt um einen geschlossen erhaltenen Dreiseithof. Im Seitengebäude, datiert auf 1850, und damit der älteste Bau der Kirchstraße 21 in Niederau, hat sich eine großzügige Dachkonstruktion aus der Entstehungszeit erhalten. Die Wände bestehen zumeist aus Bruchstein. Im vorderen Teil befindet sich ein kleiner Wohnbereich, wohl mit Räumen für das Gesinde. Es fallen mehrere ältere Türbeschläge auf. Der langgestreckte Bau soll nicht als Auszugshaus gedient haben. Im gegenüber liegenden Stall, der offenbar an das Wohnhaus von 1871 angebaut wurde, ist der gewölbte Stalltrakt überkommen. Die einzelnen Tonnen ruhen auf Pfeilern mit Kapitellen, eine Ausstattung die auf wohlhabende Großbauern deutet. Der Hof wird von der 1885 erbauten Scheune abgeschlossen. Sie ist im Zweiten Weltkrieg beschädigt und bereits 1945 wiederaufgebaut worden. Ihre Umfassungswände stammen zum überwiegenden Teil aus der Entstehungszeit. Abgesehen von der ortsgeschichtlichen und baugeschichtlichen Bedeutung besitzt der vollständig und geschlossen erhaltene sowie weitgehend unversehrt gebliebene Bauernhof mit seiner Ausstattung, vor dem Hintergrund der Verluste an ländlicher Architektur in den letzten Jahrzehnten, mittlerweile Seltenheitswert.
2. ↑  Dorfkirche Gröbern:

Saalkirche mit Westturm von 1686–89, der Anbau am Chor wohl Anfang 16. Jahrhundert vom Vorgängerbau. Innenrestaurierungen 1874, 1902, 1939 und um 1982/83, Außenrestaurierung 1994/95. Putzbau auf gestrecktem Rechteckgrundriss, mit dreiseitigem Ostschluss, Satteldach, zwei Sandsteinstrebepfeiler an der Süd-, einer an der Nordwand, wohl nachträglich angesetzt, zweireihige Stichbogenfenster aus Sandstein. Der Choranbau mit Wendeltreppe, Turmunterbau rechteckig, an der Westseite das Hauptportal, das Glockengeschoss achteckig, mit glockenförmiger Haube, Laterne und dünner Spitze, die Wetterfahne bezeichnet mit 1687. Saal und Chor einheitlich mit korbbogigen Kreuzgewölben, das Westjoch schmaler, das Chorjoch breiter als die beiden mittleren, Einfache Holzemporen an drei Seiten. Der leicht erhöhte Chor halbrund geschlossen. Die Sakristei im Anbau mit Tonnengewölbe, die darüber zum Chor im Korbbogen geöffnete Patronatsloge mit Kreuzgewölbe.

Ausstattung: Altar mit spätgotischer Steinmensa aus Sandstein wohl vom Altar der Vorgängerkirche. Altarbild mit Darstellung des Gekreuzigten, 17. Jahrhundert, zwischen zwei korinthischen marmorierten Säulen, die von durchbrochenen Rankengehängen begleitet sind und deren Gebälk Urnenaufsätze tragen, der Aufbau ein Teil des Altars der Zeit um 1689, zum Kanzelaltar 1874 umgebaut und 1939 erneut verändert, Sandsteintaufe achteckig (Ende 17. Jahrhundert), Orgel (1874) von Johann Gotthilf Bärmig (1815–1899), der Prospekt weiß-gold gefasst. An den Chorwänden zwei barocke Grabdenkmäler (Sachsen-Dehio 1965. S. 147 f.).
3. ↑  Dorfkirche Großdobritz:

Evangelische Pfarrkirche. Stattlicher Bau in Formen der Spätromanik und frühen Gotik, mit Westturmfront und Querhaus, 1882 von Gotthilf Ludwig Möckel errichtet. Innenrestaurierung 1980, die Raumfassung dabei zum Teil vereinfacht. Das Äußere des Baus mit behauenem Sandstein verkleidet, die Baukonstruktion sonst in Ziegelmauerwerk.

An der Nord- und Südseite des Schiffs treten die Querhausgiebel vor, um den dreiseitig geschlossenen Chor legen sich Sakristeianbauten mit Pultdächern. Schiff, Chor und Querhaus mit Satteldächern. Reich gegliederte Westturmfront mit Stufenportal, nördlich und südlich des Hauptturms Treppentürmchen angebaut. Fenster, Blendbogengliederungen und Schallfenster spitzbogig, der spitze Turmhelm 1980 vereinfacht. Am Portal reiche Bauplastik, seitlich Steinfiguren der hll. Paulus und Petrus, über dem Portal großes Steinrelief mit segnendem Christus.

Langhaus mit flacher Holzdecke, Holzemporen im Westen und die beiden Querhausarme ausfüllend, alle Holzteile partiell mit ornamentalem Dekor bemalt. Chor mit Stichkappengewölbe und zwei Wandgemälden „Lasset die Kindlein zu mir kommen“ und „Abendmahl“ (1884) von Franz Wenzel Schwarz (1842–1919). Fenster mit farbigen Schablonenmalereien (um 1882), das Chorscheitelfenster von 1980. Ausstattung: Altar, Kanzel, Taufe einheitlich, in Naturstein (um 1882). Gute Kunstschmiedearbeiten (Dehio Sachsen I, 1996).

Holzbalkendecke, Holzemporen, zwei schmiedeeiserne Leuchter, Jugendstil-Glasfenster, Altar und Taufbecken aus Sandstein, Vorgängerbau 1770, Leichenhalle auf dem Kirchhof mit Relief über dem Eingang („Auferweckung“).
4. ↑  Dorfkirche Oberau:

Saalbau von 1680/81, in baulicher Verbindung mit dem Chorturm der mittelalterlichen Vorgängerkirche St. Katharina aus dem 13. Jahrhundert Putzbau von geringer Höhe, nordöstlich gerichtet, auf dem Satteldach ein Reiter mit Haube und dünn ausgezogener Spitze. Große Rechteckfenster mit Sandsteingewänden. An der Nordostseite der niedrige, von Stützpfeilern begleitete Turm. Seine Pforte aus dem 17. Jahrhundert mit Holztür, welche spätgotische geschmiedete Beschläge in Wiederverwendung aufweist. Zweigeschossiger Anbau an der Südwestseite des Saals mit Haupteingang und seitlich liegender Treppe zur Patronatsloge.

Saal mit verputzter Decke. Im Nordosten der geschlossene mittelalterliche Chorbogen des Turms mit seinen spätromanischen Kämpfergesimsen, in der durch die Schließung entstandene Nische Kanzel und Altar. An den Längsseiten des Saals Holzemporen, im Nordosten 1879 verändert. Im Südwesten große verglaste Patronatsloge. Das Gestühl mit zweifach abgewinkelter zentralisierender Aufstellung aus der Erbauungszeit. Das Turmgeschoss seit 1681 gewölbt und als weitere Vorhalle mit Durchgang zum Altarraum dienend, darüber die Sakristei mit Kanzelzugang, danach das Glockengeschoss. In der Sakristei und an ihrem Treppenaufgang weitere verbaute spätromanische Wandpfeiler und Kämpfer sichtbar.

Ausstattung: Einfacher Altartisch, das große Altargemälde um 1841 von Emil Gottlieb Schuback, Kanzel mit polygonalem Korb, Holz (2. Hälfte 18. Jahrhundert), Taufe, in Sandstein u. a. Grabdenkmäler in der Turmerdgeschosshalle (Dehio Sachsen I, 1996).

Grabtafel von Miltitz / Heynitz 19. Jahrhundert, eine Grabtafel 18. Jahrhundert (wohl in der Turmerdgeschosshalle). Denkmalwerte Grabstätte auf dem Kirchhof: Grabmal Starke, wohl 1888.
5. ↑  Wasserschloss Oberau:

1276 erstmals erwähnter Herrschaftssitz. Wasserschloss auf der Insel eines Teiches, Zufahrt über Brücke. Der bestehende hakenförmige Bau im Kern 16. Jahrhundert weiter ausgebaut durch die Herren von Miltitz als Besitzer von Schloss und Rittergut von 1550 bis 1783. Einführung des runden Treppenturms durch Henning von Arnim, der das Schloss 1865 erwarb und im Sinne der Romantik ausstattete.

Der Nordteil des verputzten Winkelbaus dreigeschossig wie der Westteil, die Renaissance-Ziergiebel mit Obelisken- und Volutenaufsätzen, am Ostgiebel drei Fenstergewände des 16. Jahrhunderts. Der Westteil wohl weitgehend 17. und 18. Jahrhundert, mit Kreuzgiebeldach und drei weiteren Ziergiebeln, diese wohl 19. Jahrhundert, als Nachbildungen der Giebel des Nordteils.

Im Innenwinkel zwischen Nord- und Westteil der eingestellte runde Treppenturm, nach außen halbrund vortretend, mit neugotischen Fenstern, Balkonaustritt und spitz auslaufendem Kegelhelm über einer Plattform mit Brüstung. Treppenhausanbau am Südgiebel um 1900. Im Erdgeschoss des Nordteils Kreuzgratgewölbe, im Turm durch alle Geschosse gewendelter Treppenlauf, um 1865 (aus Dehio Sachsen I 1996).